# Tramwaje w Norwegii

## Lista miast, które posiadają lub posiadały komunikację tramwajową.
| Miasto                         | Artykuł                                 | Rodzaj tramwaju | Okres     | Szerokość toru w mm |
| ------------------------------ | --------------------------------------- | --------------- | --------- | ------------------- |
| Bergen                         | Tramwaje w Bergen                       | elektryczny     | 1897–1965 | 1000                |
| Bergen                         | Szybki tramwaj w Bergen                 | elektryczny     | 2010      | 1435                |
| Krystiania                     | Tramwaje w Oslo                         | konny           | 1875–1900 | 1435                |
| Krystiania (od roku 1925 Oslo) | Tramwaje w Oslo                         | elektryczny     | 1894      | 1435                |
| Trondheim                      | Tramwaje w Trondheim w latach 1901–1988 | elektryczny     | 1901–1988 | 1000                |
| Trondheim                      | Gråkallbanen                            | elektryczny     | 1990      | 1000                |

## Porównanie istniejących systemów tramwajowych
| System                  | Długość linii | Długość tras | Liczba biegów | Liczba przystanków | Liczba linii | Liczba tramwajów | Dzienna liczba pasażerów |
| ----------------------- | ------------- | ------------ | ------------- | ------------------ | ------------ | ---------------- | ------------------------ |
| Oslo                    | 131           |              |               | 99                 | 6            | 72               | 110 000                  |
| Gråkallbanen            | 8,8           |              |               | 21                 | 1            | 9                | 2 000                    |
| Szybki tramwaj w Bergen | 9,8           |              |               | 15                 | 1            | 12               | 45 000                   |